# Leamon King
Leamon King (Tulare, 13 febbraio 1936 – Delano, 22 maggio 2001) è stato un velocista statunitense.

## Palmarès
Giochi olimpici
- 1 medaglia:
  - 1 oro (staffetta 4×100 metri maschile a Melbourne 1956).